# Ballata
De ballata is net als het madrigaal en de caccia een Italiaanse liedvorm uit de Trecento-periode (14e eeuw in Italië).
De ballata is te vergelijken met de Franse virelai en is meestal driestemmig, waarbij de stemmen in de regel niet homofoon zijn. Formeel gezien heeft de ballata de structuur Abb'A'A, waarbij A en b verschillen in melodie en b' een rijmende tekst op b is.